# 10365 Kurokawa
10365 Kurokawa este un asteroid din centura principală de asteroizi.

## Descriere
10365 Kurokawa este un asteroid din centura principală de asteroizi. A fost descoperit pe 27 noiembrie 1994 la Ōizumi de Takao Kobayashi. El prezintă o orbită caracterizată de o semiaxă mare de 2,24 ua, o excentricitate de 0,10 și o înclinație de 3,3° în raport cu ecliptica.